# HESA 아바빌

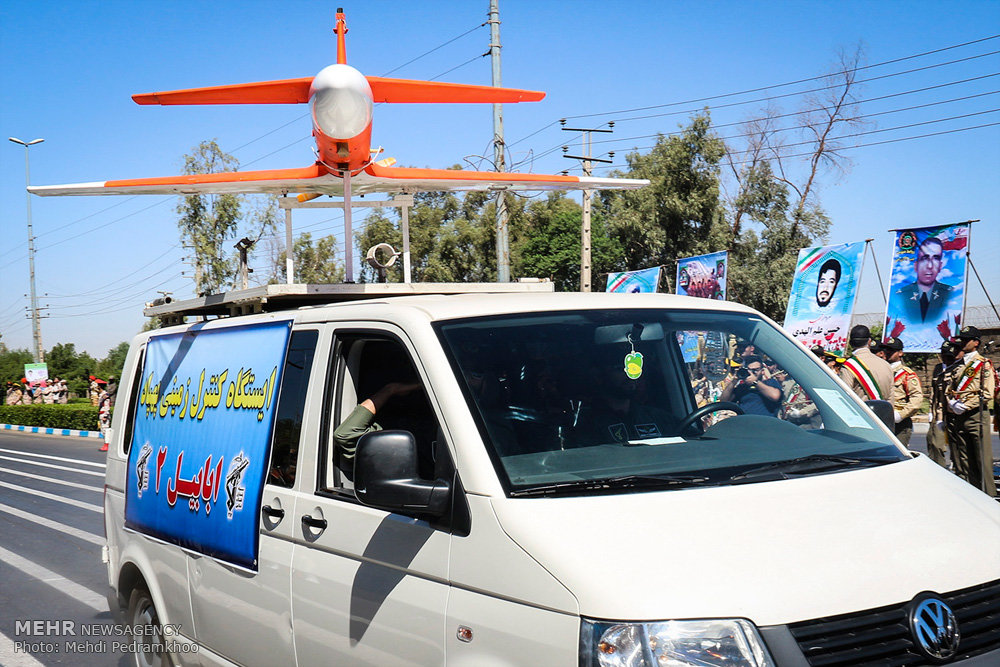
아바빌-2

HESA 아바빌은 이란의 HESA에서 생산하는 드론이다.

## 역사
2019년 5월 26일, 에멘의 후티 반군은 오전 사우디아라비아 남부 지잔 공항을 폭발물을 실은 드론(무인기)으로 공격했다고 발표했다. 반군이 운영하는 알마시라 방송은 "정확한 정보에 따라 침략자 사우디의 전투기가 있는 지잔 공항의 격납고를 성공적으로 타격했다"라며 "지잔 공항 격납고는 예멘군(반군)이 확보한 사우디와 아랍에미리트(UAE) 내 표적 300곳 중 하나다"라고 보도했다. 반군은 21∼23일 사흘 연속 사우디 남부 국경지대 나즈란 공항의 전투기, 패트리엇 미사일 포대를 드론으로 공격했다. 앞서 14일에는 사우디 내륙의 송유 펌프장 2곳도 드론으로 타격했다.
후티 반군의 드론은 자신들이 독자 생산한 Qasef-1 이라고 주장하지만, 이란의 아바빌-2를 수입한 것으로 분석된다. 30 kg의 폭탄을 장착할 수 있다.

## 제원 (아바빌-2)
일반 특성
- 승무원: 없음
- 수용량: 40 kg 화물
- 길이: 2.88 m (9 ft 5 in)
- 날개폭: 3.25 m (10 ft 8 in)
- 높이: 0.91 m (3 ft 0 in)
- 날개면적: 1.76 m2 (18.9 sq ft)
- 경하중량: 30 kg (66 lb) approx.
- 최대이륙중량: 83 kg (183 lb)
- 연료량: 16 리터
- 엔진: 1 × WAE-342 twin-cylinder piston engine, 19 kW (25 hp)
- 프로펠러: 2 엽

성능
- 최고속도: 370 km/h; 230 mph (200 kn) in level flight
- 순항속도: 250–305 km/h (155–190 mph; 135–165 kn)
- 전투행동반경: 120 km; 75 mi (65 nmi)
- 비행지속시간: 1 ¼ – 2 시간
- 최대고도: 3,000 m (9,800 ft)